# Bing Crosby

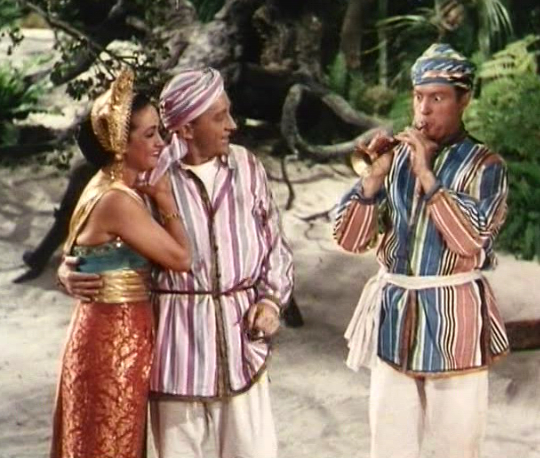
Dorothy Lamour, Bing Crosby i Bob Hope a "Road to Bali" (1952).

Bing Crosby (Tacoma, Washington, 3 de maig de 1903 - Madrid, Espanya, 15 de juliol de 1977) fou un cantant, ballarí i actor estatunidenc. Primera estrella multimèdia, va ser un dels artistes musicals més populars i influents del segle XX a tot el món. Va liderar les vendes de discos, les classificacions de la ràdio i els ingressos per les pel·lícules del 1926 al 1977. Va fer més de 70 llargmetratges i va gravar més de 1.600 cançons.
L'inici de la seva trajectòria va coincidir amb innovacions en la gravació que li van permetre desenvolupar un estil de cant íntim que va influir en molts cantants masculins que el van seguir, com Perry Como, Frank Sinatra, Dean Martin, Dick Haymes, Elvis Presley, i John Lennon.
La revista "Yank" va dir que era "la persona que més havia fet per la moral dels militars a l'estranger" durant la Segona Guerra Mundial. L'any 1948, les enquestes americanes el van declarar "l'home viu més admirat", per davant de Jackie Robinson i el papa Pius XII. El 1948, Music Digest va estimar que els seus enregistraments omplien més de la meitat de les 80.000 hores setmanals assignades a la música de ràdio gravada.
Crosby va guanyar l'Oscar al millor actor per la seva actuació a Going My Way (1944) i va ser nominat per la seva seqüela, The Bells of St. Mary's (1945), al costat d'Ingrid Bergman, convertint-se en el primer dels sis actors nominats dues vegades per interpretant el mateix personatge. El 1963, Crosby va rebre el primer premi Grammy Global Achievement Award. És una de les 33 persones que tenen tres estrelles al Passeig de la Fama de Hollywood, en les categories de cinema, ràdio i gravació d'àudio. També va ser conegut per les seves col·laboracions amb el seu amic Bob Hope, protagonitzant les pel·lícules Road to... de 1940 a 1962.
Crosby va influir en el desenvolupament de la indústria discogràfica després de la Segona Guerra Mundial. Després de veure una demostració d'una gravadora alemanya de bobina oberta portada als Estats Units per John T. Mullin, va invertir 50.000 dòlars a l'empresa d'electrònica de Califòrnia Ampex per fer còpies. Després va convèncer ABC perquè li permetés gravar els seus programes. Es va convertir en el primer intèrpret a pregravar els seus programes de ràdio i a dominar els seus enregistraments comercials en cinta magnètica.
Mitjançant l'enregistrament, va fer els seus programes de ràdio amb les mateixes eines de direcció i artesania (edició, recuperació, assaig, canvi de temps) utilitzats en la producció de pel·lícules, una pràctica que es va convertir en estàndard de la indústria. A més del seu treball amb les primeres gravacions de cintes d'àudio, va ajudar a finançar el desenvolupament de cintes de vídeo, va comprar estudis de televisió, va criar cavalls de carreres i va ser copropietari de l'equip de beisbol dels Pirates de Pittsburgh, temps durant el qual l'equip va guanyar dues Sèries Mundials (1960 i 1971). La carrera professional de Bing Crosby es va dividir entre cinema, comèdia i música. Bing va ser l'amfitrió de dos programes de televisió i a la ràdio. La seva companyia de producció Bing Crosby Enterprises va ajudar a molts artistes de Rock'n'Roll a gravar per una petita quota. Va popularitzar l'ús del micròfon, i gràcies al qual va poder mostrar la seva veu de cantant.

## Biografia

### Infància i educació

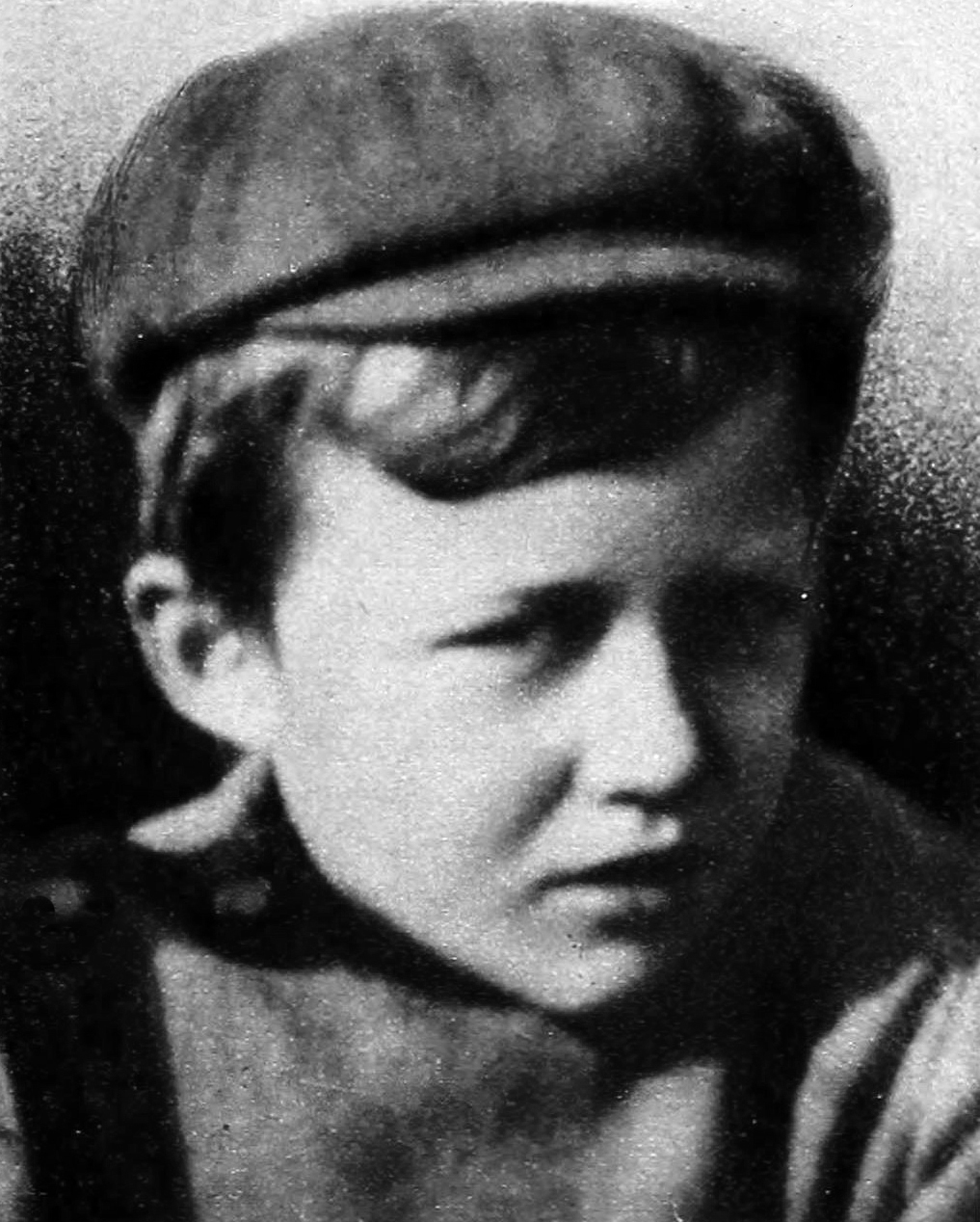
Harry, futur Bing, als 9 anys, c. 1912

Bing Crosby va ser el quart dels set fills de Harry Lowe Crosby i Kate Harrigan, una família amb arrels angleses a través del seu pare i irlandeses per la seva mare. La família de Bing tenia un estil de vida més aviat modest, i el 1906 es van traslladar a Spokane, Washington perquè el pare de Bing, un comptable, pogués trobar una feina més estable. Diu la llegenda que Bing va rebre el seu sobrenom d'un amic davant del qual havia manifestat els seus pensaments sobre un personatge de còmic, Bingo, al diari local, el Bingville Bugle. El cognom "Bing" va convertir-se en el nom que va utilitzar a partir d'aleshores.
Més interessat en el Futbol americà i el beisbol, Bing no va brillar a l'escola però, atret per la llei, es va matricular a la Universitat Gonzaga el 1920. Tot i fer-ho bé a la universitat, Crosby tenia un gran interès per la música; va tocar la bateria en un grup musical el líder del qual era el jove cantant Al Rinker i en el qual va dedicar cada cop més temps. Va acabar abandonant els estudis de dret per la seva passió i la seva carrera musical es va decidir l'estiu quan Al Jolson va arribar a cantar al teatre on Bing treballava en una feina d'estiu; escoltant-lo, Bing Crosby va prendre la decisió de convertir-se també en cantant professional.

### Matrimonis i fills

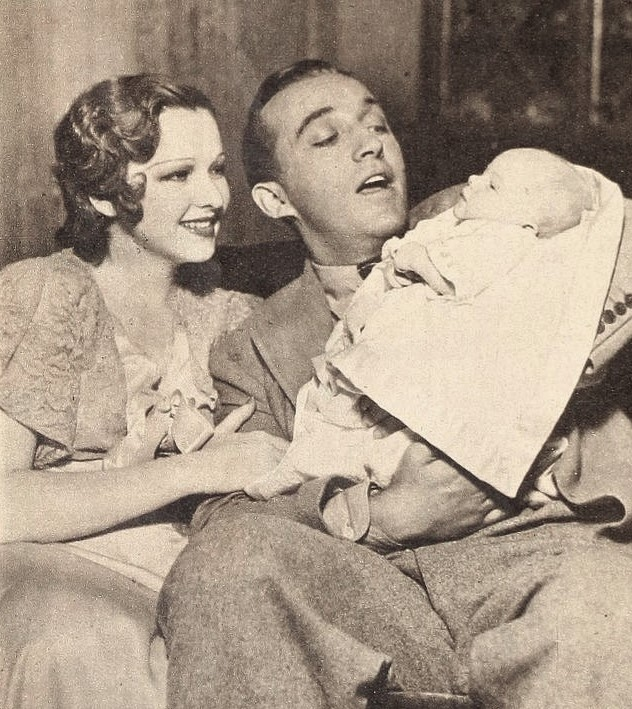
Dixie Lee amb Bing Crosby i el seu primer fill Gary Crosby, 1933

Bing es va casar dues vegades. La seva primera dona, Dixie Lee, va ser una actriu i cantant de discoteca de 21 anys, més coneguda que ell el 1928, quan es van conèixer. Van romandre casats durant vint-i-dos anys (1930 a 1952), amb moments de separació, fins a la mort de Dixie. La parella va tenir quatre fills: Gary (1933), els bessons Philip i Dennis (1934) i Lindsay (1938) que van viure a Los Angeles i després van ser enviats a un internat dirigit per jesuïtes de severa disciplina, al sud de San Francisco. El 1936 Dixie Lee es va retirar del món de l'espectacle, però el 1950 Crosby la va convèncer perquè aparegués al seu programa (Chesterfield Show) que es va emetre el 20 de desembre, la seva primera aparició professional amb ell a la ràdio.
Si bé el casament va ser una oportunitat per a Bing Crosby de restringir el consum d'alcohol, la seva dona Dixie Lee es va enfonsar en un alcoholisme cada cop més pronunciat, que probablement l'hauria matat si no hagués mort d'un càncer d'ovari el 1952. Una pel·lícula estrenada el 1947, Smash-Up: The Story of a Woman, s'inspira en la seva vida però la parella no hi va estar massa d'acordr.
Abans i després de la mort de Dixie Lee, Bing va tenir diverses relacions amb actrius conegudes, com Grace Kelly i Inger Stevens, així com models com Pat Sheehan. (amb qui el seu fill es va casar el 1958).

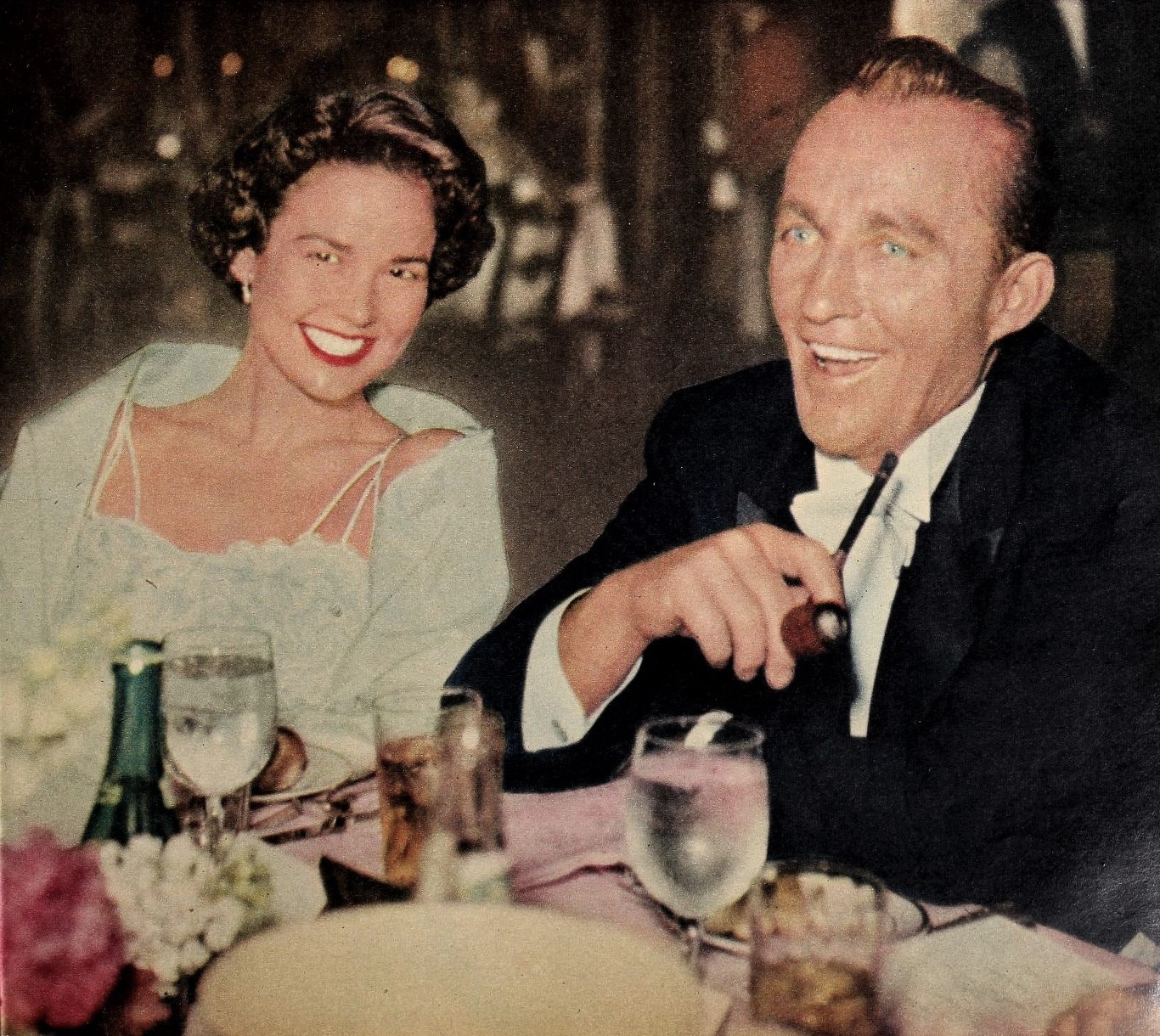
Kathryn Grant i el seu marit Bing Crosby, 1958

Es va casar amb la seva segona dona, Kathryn Grant, el 1957, a qui va conèixer quan ella tenia vint anys. Kathryn era una actriu i antiga reina de bellesa de Texas, molt més jove que Bing, que havia fet una audició per a un paper a White Christmas. Van tenir tres fills: Harry (1958), Mary (1959) i Nathaniel (1961). Mary es va convertir en actriu de televisió a la sèrie Dallas, mentre que Harry és conegut sobretot pel seu paper a la pel·lícula de terror Divendres 13 i a la sèrie The Hollywood Palace, i que es va convertir en banquer d'inversions.
Bing Crosby era un àvid caçador. També era un apassionat del golf, hi jugava cada matí; també havia fundat el Crosby Golf Tournament el 1937, els beneficis del qual van ser destinats a caritat. Per passar més temps amb el seu pare, el seu fill Nathaniel va prendre lliçons i es va convertir en un jugador de golf professional. Quan l'adolescent va guanyar un premi al Burlingame Country Club del seu pare, Crosby diu que va ser el millor dia de la seva vida; el 1981, Nathaniel també es va convertir en el guanyador més jove del campionat nord-americà de golf amateur i més tard va passar a ser un agent immobiliari de luxe i equipament de golf.
Àvid esportista, Crosby es va convertir en el propietari dels Pittsburgh Pirates, un important equip de beisbol, i va fer construir una granja i l'hipòdrom de Del Mar a Califòrnia per criar i veure córrer els pura sang, però el seu estable va guanyar pocs premis.
Durant la Segona Guerra Mundial, Crosby va contribuir a la moral de les tropes, davant dels presidents Franklin Roosevelt i Ike Eisenhower, anant al front occidental, i amb les seves cançons que s'emetien a totes les principals emissores dels Estats Units o d'Europa. La seva música i fama havia travessat l'Atlàntic molt abans de la guerra, fins a Alemanya, i va gravar en la propaganda alemanya missatges a la població i a les tropes del Reich que el van anomenar Der Bingle.

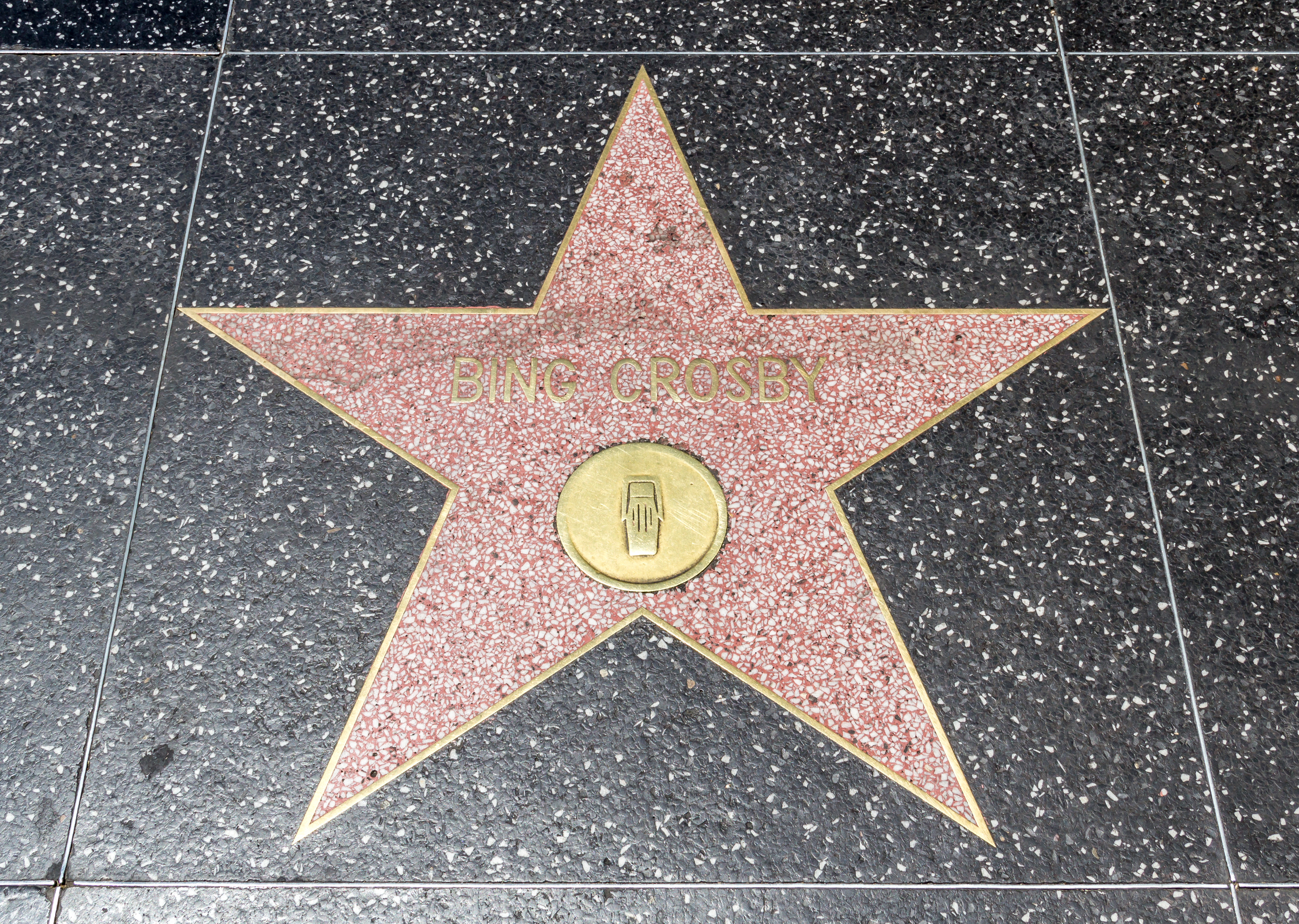
Al Hollywood Boulevard de Los Angeles

La vida de Bing Crosby va ser una successió de viatges arreu del món per als seus espectacles d'entreteniment, on la Kathryn l'acompanyava sovint, i que recorda l'amistat que unia el seu marit amb l'actor Bob Hope i el poder de la seva alquímia còmica fins i tot en la vida privada. En aquesta època, també va actuar amb Kathryn i els seus fills en programes de comèdia a la televisió, sobretot per Nadal.
Gran fumador, Crosby va ser diagnosticat amb càncer de pulmó el 1974 i es va sotmetre a una cirurgia abans de tornar als escenaris. Tres anys més tard, va caure a Los Angeles, es va recuperar i després va marxar per gravar, sobretot amb Fred Astaire. El març de 1977, va caure a la fossa de l'orquestra durant el concert del cinquantè aniversari de la seva carrera. Quan va sortir de l'hospital, va tornar per cantar amb David Bowie i va tornar a tocar al London Palladium de Gran Bretanya a la tardor de 1977.
Durant una ronda de golf a Madrid, Bing Crosby va morir als 74 anys d'un atac de cor l'octubre de 1977. Les seves últimes paraules van ser la seva última broma: " Ha estat un gran joc, nois. Prenem una Coca-Cola ».
La seva estrella al Passeig de la Fama es troba al número 1615 de Vine Street a Hollywood

### Després de la seva mort
Després de la mort de Bing Crosby, el seu fill Gary, que es va convertir en alcohòlic com els seus altres germans, va escriure un llibre anomenat Going My Own Way (1983).

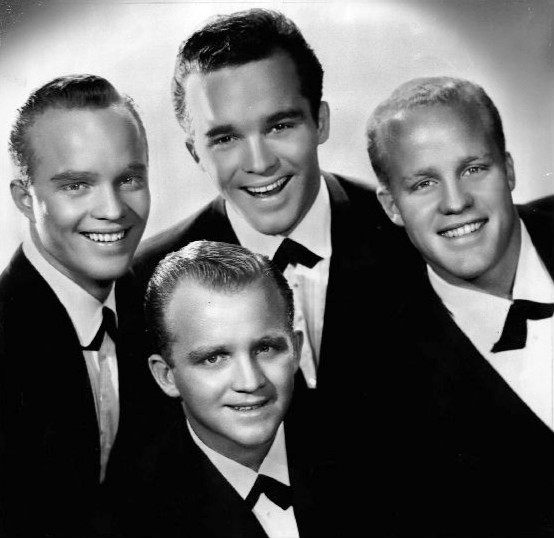
Els quatre primers fills de Crosby: Gary, Lindsay, Phillip i Dennis al centre, 1959

Aquest llibre molt controvertit descriu la violència física i psicològica que Bing va infligir a Gary i als seus germans, entre humiliacions i flagel·lacions, dins d'una llar minada per la dictadura del seu pare i l'alcoholisme de la seva mare solitària. Tot i que el fill petit, Philip Crosby, va intentar convèncer el públic que Gary s'equivocava i que el seu pare mai no havia estat cruel amb ells sinó només dur, els altres dos germans Lindsay i Dennis van aprovar Gary, especialment Lindsay, que no obstant això era el fill predilecte de Bing; ells també van recordar que Bing els havia maltractat de petits." Ningú ho sap millor que nosaltres" diu Lindsay. El seu pare també havia fet arranjaments perquè els seus fills no poguessin tocar els seus diners de l'herència fins als 65 anys. La reputació bondadosa i despreocupada de Bing es va tacar quan patia depressió, i els seus fills Lindsay i Dennis es van suïcidar, un el 1989 (51 anys) i l'altre el 1991 (67 anys).

Nathaniel, al seu torn, va escriure un llibre sobre el seu pare l'any 2016, a qui descriu com un home de sentiments modestos, que sens dubte els va dedicar més temps que als nois de Dixie; però que els seus fills no haurien de ser criats com a " nens de Hollywood"; els feia treballar molt en un ranxo durant les vacances, tant, que esperaven amb il·lusió l'inici del curs.Dels seus set fills, Crosby va tenir catorze néts.

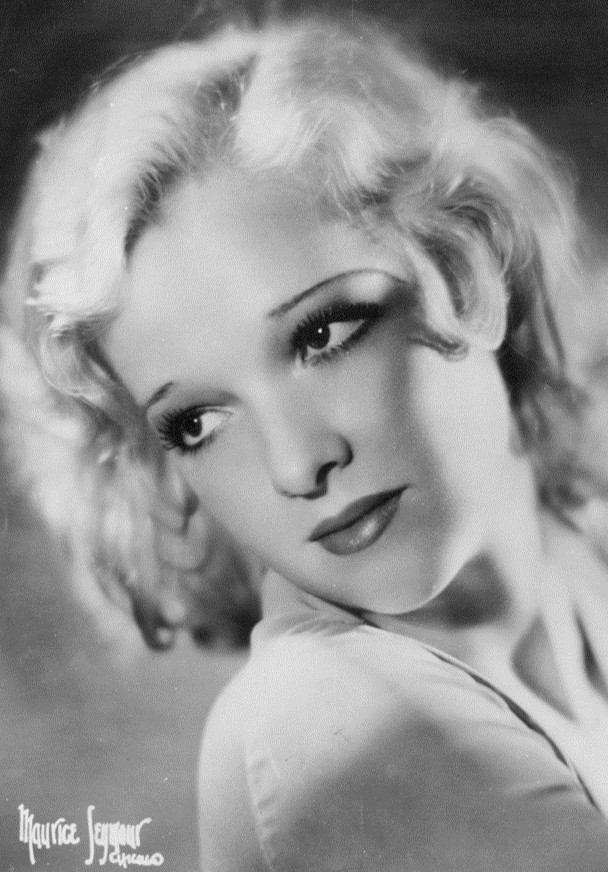
Dixie Lee, la seva primera dona, 1935
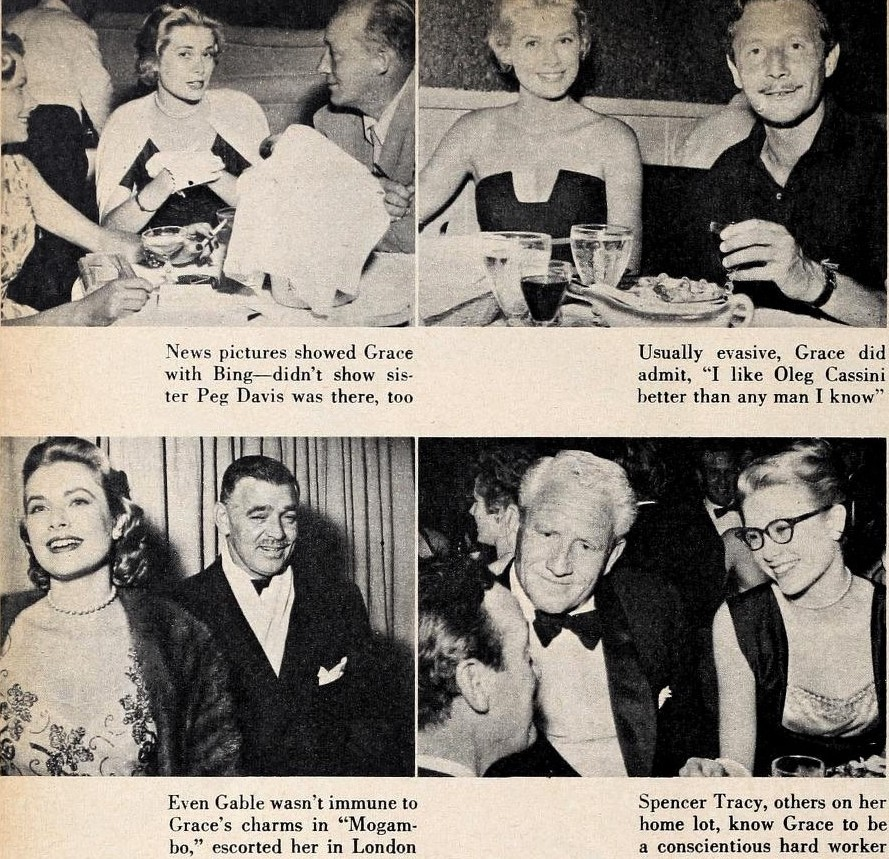
Grace Kelly amb Bing Crosby, Oleg Cassini, Clark Gable i Spencer Tracy, 1954
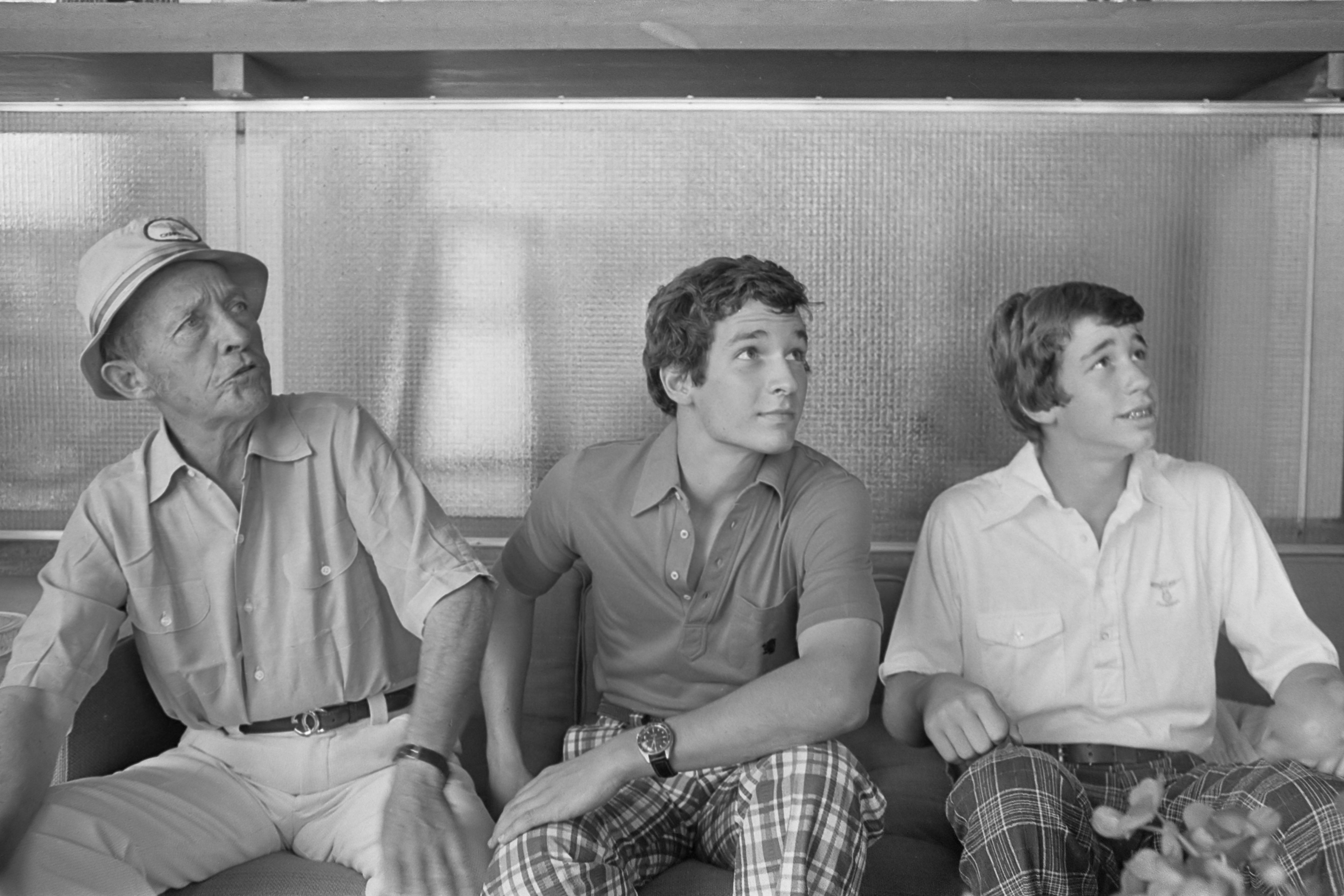
Bing, Harry i Nathan Crosby, 1975
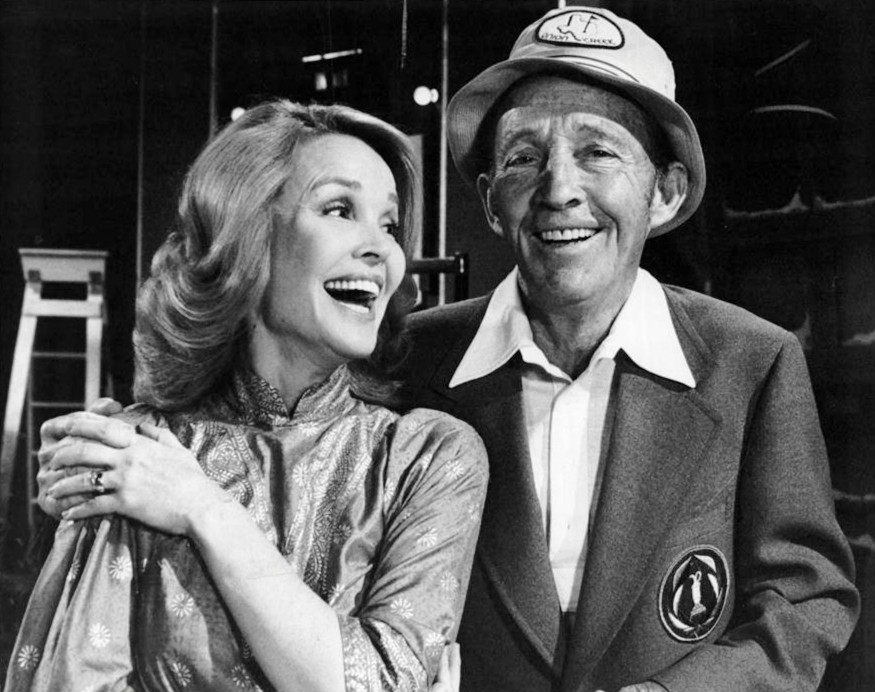
Bing i Kathryn Crosby, 1976